# Ho Chi Minh Stock Exchange

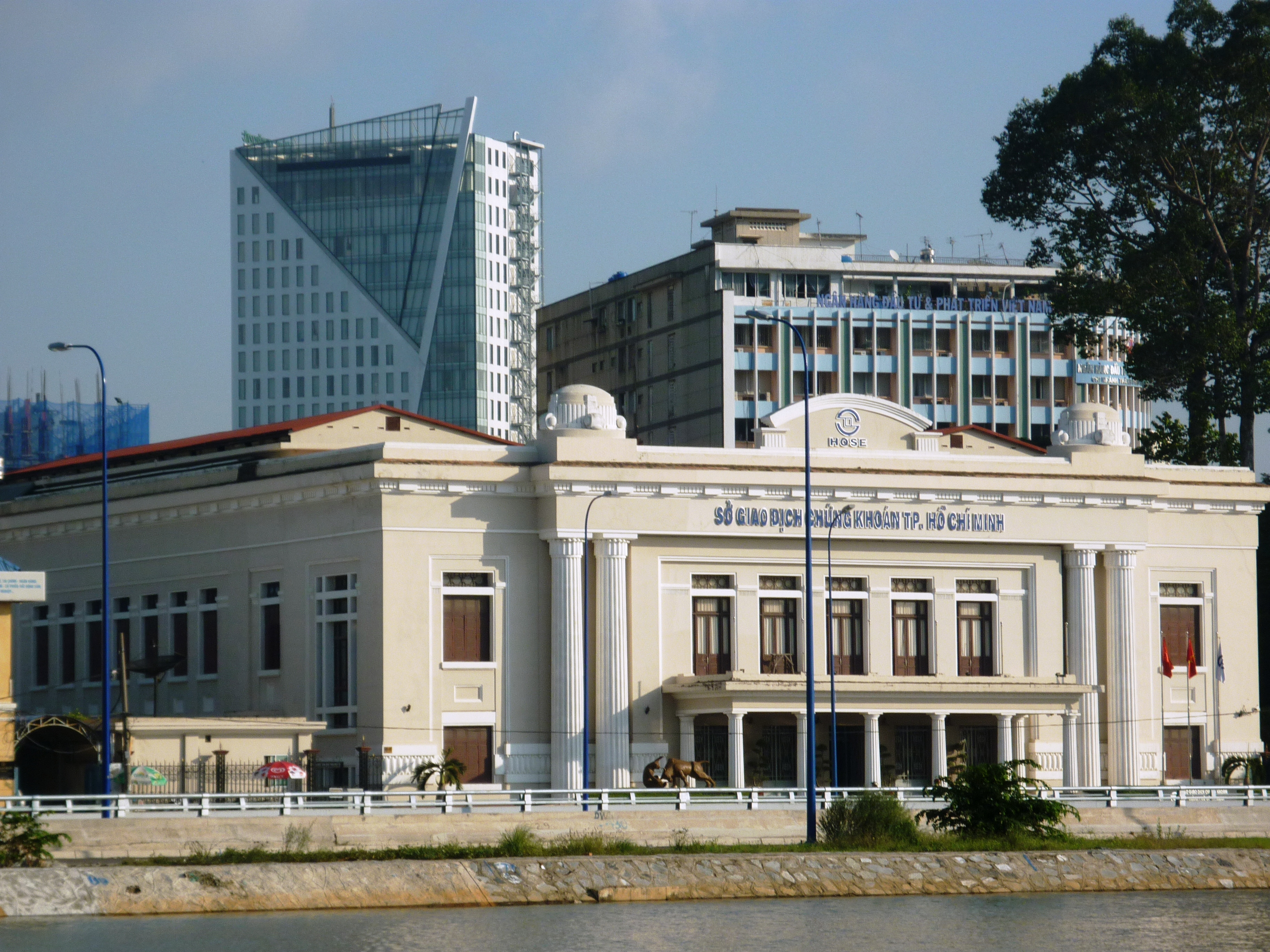
Hauptgebäude des Ho Chi Minh Stock Exchange

Der Ho Chi Minh Stock Exchange (abgekürzt HOSE oder HSX) ist die größte Börse in Vietnam. Das im Jahr 2000 als Ho Chi Minh City Securities Trading Center (HoSTC) gegründete Unternehmen ist zusammen mit dem Hanoi Securities Trading Center der State Securities Commission untergeordnet, eine Verwaltungsbehörde, welche für die Regulierung des Handels zuständig ist. Die Börse selbst ist zu 100 Prozent im Besitz des Finanzministeriums von Vietnam. Das Hauptgebäude der Börse befindet sich im Stadtbezirk 1 von Ho-Chi-Minh-Stadt.
Das Stock Trading Center of Vietnam ist auch der offizielle Mechanismus für die Emission neuer Staatsanleihen und fungiert als Sekundärmarkt für eine Reihe bestehender Anleihen. Alle gehandelten Wertpapiere werden in Vietnamesischen Đồng gehalten. Der Handel wird täglich zu zwei Handelszeiten durchgeführt: Vormittags (9.00 – 11.30 Uhr) und nachmittags (13.00 – 15.00 Uhr).
Im Juli 2018 waren an der Börse 360 unterschiedliche Unternehmen gelistet, die auf eine gemeinsame Marktkapitalisierung von 131 Milliarden US-Dollar kamen. Im Juli 2010 waren es noch 247 Unternehmen mit einer Marktkapitalisierung von 29 Milliarden US-Dollar.

## Geschichte
Das Ho Chi Minh City Securities Trading Center (HoSTC) in Ho-Chi-Minh-Stadt wurde am 20. Juli 2000 offiziell eröffnet, und der Handel wurde am 28. Juli 2000 aufgenommen mit zuerst zwei gelisteten Unternehmen.
Zu Beginn wurde eine Gesamtobergrenze für ausländische Beteiligungen von 20 % für Aktien und 40 % für Anleihen eingeführt. Um die Liquidität zu verbessern, hob die Regierung im Juli 2003 das Auslandsbesitzlimit für Aktien auf 30 % an und hob das Auslandsbesitzlimit für Anleihen eines bestimmten Emittenten vollständig auf. Seit 2005 liegt das Auslandsbesitzlimit bei 49 % bei Aktien. Ausländische Teilnehmer am vietnamesischen Aktienhandelszentrum müssen sich über eine Depotbank registrieren lassen, die zum Halten von Wertpapieren im Namen von Ausländern zugelassen ist. Einmal registriert, wird dem ausländischen Investor ein Wertpapier-Transaktionscode ausgestellt, der den Wertpapierhandel ermöglicht.
2007 wurde die Börse von Ho Chi Minh City Securities Trading Center (HoSTC)  in Ho Chi Minh Stock Exchange (HOSE) umbenannt.

## Mitgliedschaften
- Sie ist Mitglied in der World Federation of Exchanges.[3]
- Seit 2015 ist der HOSE Teil der Initiative der Vereinten Nationen für nachhaltige Börsen (Sustainable Stock Exchanges Initiative).[4]
- Asian and Oceanian Stock Exchanges Federation